# Boces
Boces è il secondo album del gruppo musicale statunitense Mercury Rev, pubblicato nel 1993 dalla Beggars Banquet Records.
È l'ultimo album della band con il cantante David Baker.

## Tracce
Tutti i brani sono dei Mercury Rev.
1. Meth of a Rockette's Kick – 10:29
2. Trickle Down – 5:04
3. Bronx Cheer – 2:49
4. Boys Peel Out – 4:28
5. Downs Are Feminine Balloons – 6:29
6. Something for Joey – 4:06
7. Snorry Mouth – 10:55
8. Hi-Speed Boats – 4:00
9. Continuous Drunks and Blunders – 0:48
10. Girlfren – 4:41

## Musicisti
- David Baker - voce
- Jonathan Donahue - chitarra, voce
- Grasshopper - chitarra
- Dave Fridmann - basso
- Jimi Chambers - batteria
- Suzanne Thorpe - flauto